# Dasharatha Maurya
Dasharatha Maurya, död 224 f.Kr., var en indisk monark. Han var regerande monark av Mauryariket mellan 232 f.Kr. och 224 f.Kr.